# Schoenocaulon oaxacense
Schoenocaulon oaxacense är en nysrotsväxtart som först beskrevs av Dawn Frame, och fick sitt nu gällande namn av Wendy Beth Zomlefer och Walter Stephen Judd. Schoenocaulon oaxacense ingår i släktet Schoenocaulon och familjen nysrotsväxter. Inga underarter finns listade.